# Lewisburg (Tennessee)
Lewisburg és una població dels Estats Units a l'estat de Tennessee. Segons el cens del 2000 tenia 10.413 habitants.

## Demografia
Segons el cens del 2000, Lewisburg tenia 10.413 habitants, 4.242 habitatges, i 2.740 famílies. La densitat de població era de 344,2 habitants/km².
Dels 4.242 habitatges en un 29,2% hi vivien nens de menys de 18 anys, en un 43,4% hi vivien parelles casades, en un 16,6% dones solteres, i en un 35,4% no eren unitats familiars. En el 31% dels habitatges hi vivien persones soles el 13,7% de les quals corresponia a persones de 65 anys o més que vivien soles. El nombre mitjà de persones vivint en cada habitatge era de 2,38 i el nombre mitjà de persones que vivien en cada família era de 2,94.
Per edats la població es repartia de la següent manera: un 24,2% tenia menys de 18 anys, un 10,2% entre 18 i 24, un 27,3% entre 25 i 44, un 22,1% de 45 a 60 i un 16,3% 65 anys o més.
L'edat mediana era de 37 anys. Per cada 100 dones de 18 o més anys hi havia 86,4 homes.
La renda mediana per habitatge era de 31.033 $ i la renda mediana per família de 38.246 $. Els homes tenien una renda mediana de 30.619 $ mentre que les dones 21.765 $. La renda per capita de la població era de 16.401 $. Entorn del 12,7% de les famílies i el 16,1% de la població estaven per davall del llindar de pobresa.

## Poblacions més properes
El següent diagrama mostra les poblacions més properes.